# Асинара (залив)
Асина́ра или Азинара (устар. Азинарский; итал. Golfo dell' Asinara) — залив западной части Средиземного моря, вдается в северное побережье острова Сардиния между островом Асинара на западе и мысом Теста на востоке. В залив Асинара впадают такие реки, как Когинас, Санто, Манну, Силис, Виньола.
Над заливом преобладают западные и восточные ветра.
Возле побережья залива располагается производственная зона вин категории DOC Москато ди Сорсо — Сеннори.